# The Golden Age of Grotesque
The Golden Age of Grotesque (в переводе с англ. — «Золотой век гротеска») — пятый студийный альбом американской рок-группы Marilyn Manson, релиз которого состоялся 13 мая 2003 года.

## Об альбоме
The Golden Age of Grotesque примечателен тем, что был записан без участия бас-гитариста Твигги Рамиреса, место которого занял бывший участник KMFDM Тим Шёльд. В то же время, это последний альбом, в записи которого участвовал Джон 5.
На The Golden Age of Grotesque группа обращается к атмосфере 30-х годов XX-го века. Не в последнюю очередь на концепцию этого альбома повлияла Дита фон Тиз, ставшая на тот момент уже официальной подругой Мэнсона. Очевидно, сама идея Мэнсона обратиться к образам-символам 30-х годов в своем творчестве была своеобразной данью винтажному очарованию его пассии. Дита, являющаяся как будто порождением предвоенной атмосферы Европы, сопровождает Мэнсона на всех выходах в свет, позирует с ним в бесчисленных фотосессиях, присутствует часто на его концертах, стоя за кулисами. Фактически она становится неотъемлемой частью имиджа Мэнсона этой эпохи и, несомненно, сама при этом получает немалую раскрутку.
«Данный альбом — моментальный снимок моего любимого периода жизненных изменений. Я был женат, и для меня это было очень творческое время. Тогда же я понял, что сумею найти своё лицо не только за счёт музыки — тогда же прошла первая выставка моих картин — при этом я почувствовал, что могу оставаться собой». — Мэрилин Мэнсон
В июне 2003 года Marilyn Manson с новой программой приняли участие в известном фестивале Ozzfest, а затем отправились в турне Grotesk Burlesk в поддержку альбома The Golden Age of Grotesque.
В новом образе Мэнсон проводит параллель между позицией и ролью своей музыки в современной Америке и положением европейских художников-авангардистов, чьё искусство было подвержено преследованию со стороны нацистской партии и в осмеяние было названо «дегенеративным».
«Этот альбом сводится к самой простой и важной вещи — отношениям. Будь то отношения между людьми или между идеями. Я использую аналогии с искусством и упадком. В Берлине 30-х годов всё достигло невероятного расцвета, были созданы величайшие произведения, но всё это было раздавлено злыми, завистливыми, озлобленными консервативными силами. То же самое происходило и в Америке — не раз и не два, а постоянно — и с искусством, и со мной».
Оформление альбома и сценических декораций для турне Grotesk Burlesk было детально продумано в сотрудничестве с ирландским художником и фотографом Готфридом Хельнвайном. Турне было совмещено с двухмесячным участием в рок-фестивале Ozzfest. Организаторы проведения фестиваля в Рочестере, штат Нью-Йорк, запретили Marilyn Manson принимать участие в этом концерте, в результате шоу было перенесено на другую дату.
По окончании турне группу покинул гитарист Джон 5. Об увольнении ему сообщил менеджер Мэнсона. «Я всегда к нему хорошо относился. Возможно, это как-то связано с тем, что я не употреблял алкоголь и наркотики, и ему это не нравилось», — прокомментировал гитарист. По словам Джона, Мэнсон разговаривал с ним только один раз за всё время тура: «Это было в мой день рождения, он повернулся ко мне и сказал: „С днем рождения, педик“, а затем ушёл». Известен эпизод, когда во время выступления на фестивале Rock am Ring в Нюрнберге в 2003 году Мэнсон во время исполнения «The Beautiful People» пнул Джона ногой и затем толкнул его, а тот гневно отреагировал, швырнув гитару на сцену и набросившись на Мэнсона с кулаками, после чего продолжил исполнение песни. Позже Джон 5 признался, что обычно все эти «драки» во время выступлений группы были постановочными, но в тот вечер Джон 5 сорвался, потому что недавно умерла его сестра.

## Список композиций
1. «Thaeter» — 1:14
2. «This Is the New Shit» — 4:19
3. «mOBSCENE» — 3:25
4. «Doll-Dagga Buzz-Buzz Ziggety-Zag» — 4:10
5. «Use Your Fist and Not Your Mouth» — 3:34
6. «The Golden Age of Grotesque» — 4:05
7. «(s)AINT» — 3:42
8. «Ka-boom Ka-boom» — 4:02
9. «Slutgarden» — 4:06
10. «Spade» — 4:34
11. «Para-noir» — 6:01
12. «The Bright Young Things» — 4:19
13. «Better of Two Evils» — 3:48
14. «Vodevil» — 4:39
15. «Obsequey (The Death of Art)» — 1:47

Бонус-треки:
1. «Tainted Love» (International bonus track) — 3:25
2. «Baboon Rape Party» (Bonus Track) — 2:41
3. «Paranoir (Remix Version Bonus Track)» — 3:57

## Чарты
| Чарты(2003)                                   | Позиция |
| --------------------------------------------- | ------- |
| Австралия (ARIA)                              | 5       |
| Australian Heavy Rock & Metal Albums (ARIA)   | 1       |
| Австрия (Ö3 Austria)                          | 1       |
| Бельгия/Фландрия (Ultratop)                   | 4       |
| Бельгия/Валлония (Ultratop)                   | 1       |
| Канада (Canadian Albums Chart)                | 1       |
| Дания (Hitlisten)                             | 6       |
| Нидерланды (Album Top 100)                    | 14      |
| European Albums (Billboard)                   | 1       |
| Финляндия (Suomen virallinen lista)           | 8       |
| Франция (SNEP)                                | 2       |
| Германия (Offizielle Top 100)                 | 1       |
| Венгрия (MAHASZ)                              | 28      |
| Ирландия (IRMA)                               | 7       |
| Италия (Classifica album)                     | 1       |
| Japanese Albums (Oricon)                      | 5       |
| Новая Зеландия (RMNZ)                         | 16      |
| Норвегия (VG-lista)                           | 4       |
| Польша (ZPAV)                                 | 18      |
| Португалия (AFP)                              | 4       |
| Шотландия (Scottish Albums Chart)             | 4       |
| Spanish Albums (PROMUSICAE)                   | 5       |
| Швеция (Sverigetopplistan)                    | 4       |
| Швейцария (Schweizer Hitparade)               | 1       |
| Великобритания (UK Albums Chart)              | 4       |
| Великобритания (UK Rock & Metal Albums Chart) | 1       |
| США (Billboard 200)                           | 1       |

| Чарт(2003)                                  | Позиция |
| ------------------------------------------- | ------- |
| Australian Heavy Rock & Metal Albums (ARIA) | 11      |
| Austrian Albums (Ö3 Austria)                | 44      |
| Belgian Albums (Ultratop Wallonia)          | 43      |
| German Albums (Offizielle Top 100)          | 39      |
| Swiss Albums (Schweizer Hitparade)          | 48      |
| UK Albums (OCC)                             | 177     |

## Сертификации
| Регион | Сертификация | Продажи  |
| --- | ------------ | -------- |
| Австралия (ARIA) | Золотой      | 35 000^  |
| Австрия (IFPI Austria)                                                                                                   | Золотой      | 15 000*  |
| Франция (SNEP) | Золотой      | 100 000* |
| Германия (BVMI) | Золотой      | 100 000^ |
| Япония (RIAJ) | Золотой      | 100 000^ |
| Португалия (AFP) | Серебряный   | 10 000^  |
| Россия (NFPF) | Золотой      | 10 000*  |
| South Korea (GAON) | —            | 14,828   |
| Швейцария (IFPI Switzerland)                                                                                             | Золотой      | 20 000^  |
| Великобритания (BPI) | Золотой      | 100 000^ |
| США | —            | 526,000  |
| * Данные о продажах приведены только на основе сертификации. ^ Данные о тиражах приведены только на основе сертификации. |              |          |